# Zastava Cookovoga Otočja
Zastava Cookovoga Otočja bazira se na tradicionalnom dizajnu zastava bivših britanskih kolonija u Pacifičkoj regiji. Sastoji se od plavog polja sa zastavom UK-a u gornjem lijevom kutu, te od 15 bijelih zvijezda postavljenih u krug. Plava boja predstavlja ocean i miroljubivu narav otočana, a zvijezde predstavljaju 15 Kukovih otoka. 
Od 1973. do 1979. u upotrebi je bila zelena zastava sa žutim zvijezdama. Zelena boja je predstavljala neprekidan rast i život, a žuta vjeru, ljubav, sreću i vjernost otočana. Krug je simbolizirao jedinstvo između otoka, te između otočana i zemlje.  